# Liste des évêques ayant sacré les rois de France
Le premier sacre d'un roi en France est celui de Pépin le Bref, principalement par alliance avec l'Église catholique pour assurer sa légitimité. Il est sacré une première fois en mars 752 par une assemblée d'évêques du royaume des Francs réunie à Soissons et conduite par l'archevêque de Mayence, Boniface. Le dimanche 28 janvier 754, il est sacré une deuxième fois à Saint-Denis par le pape Étienne II qui donne aussi l'onction à ses deux fils, et bénit son épouse Bertrade ou Berthe de Laon. Le premier monarque français à être couronné et sacré dans la cathédrale de Reims est Louis le Pieux en octobre 816,.  
Le dernier sacre d'un roi de France fut celui de Charles X le 29 mai 1825 dans la cathédrale de Reims, où trente-trois souverains ont été sacrés en un peu plus de 1 000 ans. 

## Liste des évêques
| Portrait                                           | Nom                                           | Roi(s) sacré(s)                        | Date du sacre     | Notes |
| -------------------------------------------------- | --------------------------------------------- | -------------------------------------- | ----------------- | --- |
| Saint Boniface                                     | Boniface de Mayence (vers 680 – 5 juin 754)   | Pépin le Bref                          | mars 752          | Premier sacre d'un roi de France. Pépin est sacré une première fois, à Soissons, par une assemblée d'évêques francs, dirigée par Boniface de Mayence. |
| Le pape Étienne II                                 | Étienne II (✝ 25 avril 757)                   | Pépin le Bref Charlemagne Carloman Ier | 28 janvier 754    | Le roi Pépin le Bref est sacré une seconde fois, à Saint-Denis, par le pape Étienne II. Ce dernier sacre aussi ses deux fils, et bénit son épouse Bertrade de Laon. |
| Étienne IV couronnant Louis le Pieux.              | Étienne IV (✝ 24 janvier 817 )                | Louis le Pieux                         | 5 octobre 816     | Premier roi sacré en la cathédrale de Reims. |
| Hincmar de Reims                                   | Hincmar de Reims (vers 800 – 21 décembre 882) | Charles II                             | 869               | Le roi est sacré à Metz. |
| Hincmar de Reims                                   | Hincmar de Reims (vers 800 – 21 décembre 882) | Louis II                               | 8 décembre 877    | Louis II est couronné et sacré par l'archevêque Hincmar de Reims dans la chapelle palatine de l'abbaye Saint-Corneille à Compiègne. |
| Le pape Jean VIII                                  | Jean VIII (vers 820 – 16 décembre 882)        | Louis II                               | 7 septembre 878   | Bien que sacré une deuxième fois par le pape Jean VIII, lors du concile de Troyes, Louis II demeure un roi sans pouvoir, dominé par la puissance de l'aristocratie. |
| Anségise de Sens couronnant Carloman II            | Anségise de Sens (✝ 25 novembre 879/883)      | Louis III Carloman II                  | 4 septembre 879   | Le couronnement et le sacre de Louis III et de son frère Carloman sont célébrés en l’église abbatiale Saint-Pierre et Saint-Paul à Ferrières, par l’archevêque de Sens Anségise. |
| Gauthier de Sens couronnant le roi Eudes.          | Gauthier Ier de Sens                          | Eudes                                  | 29 février 888    | |
| Foulques le Vénérable                              | Foulques le Vénérable                         | Charles III                            | 28 janvier 893    | |
| Gauthier de Sens couronnant le roi Eudes.          | Gauthier Ier de Sens                          | Robert Ier                             | 29 juin 922       | |
| Gauthier de Sens couronnant le roi Eudes.          | Gauthier Ier de Sens                          | Raoul                                  | 13 juillet 923    | |
| Le couronnement de Louis IV par Guillaume de Sens. | Guillaume Ier de Sens                         | Louis IV                               | 9 juin 936        | |
| Artaud de Reims couronnant Lothaire.               | Artaud de Reims                               | Lothaire                               | 12 novembre 954   | |
| Adalbéron de Reims couronnant le roi Hugues.       | Adalbéron de Reims                            | Louis V                                | 8 juin 978        | |
| Adalbéron de Reims couronnant le roi Hugues.       | Adalbéron de Reims                            | Hugues Capet                           | 3 juillet 987     | |
| Seguin couronnant le roi Robert II.                | Seguin de Sens                                | Robert II                              | 1er janvier 988   | |
| Ebles Ier de Roucy                                 | Ebles Ier de Roucy                            | Henri Ier                              | 14 mai 1027       | |
| Gervais de Belleme                                 | Gervais de Belleme                            | Philippe Ier                           | 23 mai 1059       | |
| Daimbert de Sens                                   | Daimbert de Sens                              | Louis VI le Gros                       | 3 août 1108       | L'évêque de Sens reproduit tous les geste du sacre et oint le roi d'une huile sainte qui n'est pas celle de Rémi. Malgré une lettre de contestation arrivée trop tard, il semble que son titre ne fut jamais remis en cause. |
| Innocent II                                        | Innocent II                                   | Louis VII le Jeune                     | 25 octobre 1131   | Le roi est sacré à Reims par le pape Innocent II. À partir de là, tous les rois jusqu'à Charles X seront sacré à Reims à l'exception d'Henri IV. |
|                                                    | Guillaume aux Blanches Mains                  | Philippe II Auguste                    | 1er novembre 1179 | Louis VII, accablé par la maladie, pense à associer son fils à la couronne dès le printemps 1179, puis à lui laisser le pouvoir le 28 juin 1180. Mais la cérémonie du sacre est retardée à la suite d'un accident de chasse du jeune prince. Complètement remis sur pied et en l'absence de son père de plus en plus souffrant, Philippe est associé à la couronne et sacré le 1er novembre 1179 à Reims par son oncle Guillaume. |
| Le sacre de Louis VIII et Blanche de Castille.     | Guillaume de Joinville                        | Louis VIII le Lion                     | 6 août 1223       | |
| Le sacre de Saint Louis.                           | Jacques de Bazoches                           | Saint Louis                            | 29 novembre 1226  | |
| Le sacre de Philippe le Hardi.                     | Milon de Bazoches                             | Philippe III le Hardi                  | 15 août 1271      | |
|                                                    | Pierre Barbet                                 | Philippe IV le Bel                     | 6 janvier 1286    | |
|                                                    | Robert de Courtenay-Champignelles             | Louis X                                | 3 août 1315       | Il devint en 1299 archevêque de Reims et, à ce titre, sacra roi trois de ses cousins. |
| Philippe V le Long                                 | Robert de Courtenay-Champignelles             | 9 janvier 1317                         |                   | |
| Charles IV le Bel                                  | Robert de Courtenay-Champignelles             | 21 février 1322                        |                   | |